# Карбід (роман)
«Карбід» — пригодницький роман українського письменника Андрія Любки. Твір опубліковано літературною корпорацією Meridian Czernowitz у 2015 році.

## Сюжет
Тисові, учителю історії в школі міста Ведмедів, разом із падінням у каналізацію з лайном приходить ідея про спорудження підземного ходу, який має об'єднати Україну та ЄС. Тис планує нелегально провести тунелем всіх українців у ЄС, якому потому нічого не залишиться, як прийняти Україну до свого складу. Він звертається до місцевих бізнесменів-контрабандистів із проханням допомогти у втіленні його ідеї в життя, які, втім, мають свої плани щодо експлуатації тунелю. Тунель будують у центрі міста під виглядом спорудження фонтану, що має відкритися на день незалежності України. Коротко перед відкриттям тунелю контрабандисти вирішують, що ідеалістичний Тис їм лише заважатиме і вирішують позбавитися від нього. Тис підслуховує їхню розмову про це і вирішує втікати тунелем до Угорщини. Тис із своєю дружиною вночі ховаються у тунелі, але робітник вирішує перевірити функцію фонтану і через те, що не всі труби з'єднані, вода починає заповнювати тунель закритий з обох боків. Роман закінчується тим, що Тис із дружиною залишаються замкненими у тунелі, який поступово наповнюється водою.

## Дійові особи
- Тис (він же Карбід та Михайло Олексійович) — вчитель історії, автор проекту
- Марічка — його дружина
- Ікар — колишній однокласник Тиса, контрабандист
- Мірча (він же Геній Карпат) — румун-контрабандист
- Ичі — гробар
- Злотан Барток — мер Ведмедева
- Уляна Дмитрівна Крук (вона ж Диявольниця, Дохторка) — патолого-анатом, що контролює ринок органів

## Видання
- Андрій Любка. «Карбід».[1] Чернівці: Книги — ХХІ; Meridian Czernowitz, 2015. 286 стор. ISBN 978-617-614-103-7

## Переклади
Станом на 2024 рік роман Карбід перекладено наступними мовами:
- (польською) Andrij Lubka. Karbid.[2] Tłumacz z ukraińskiego: Bohdan Zadura. Lublin: Warsztaty Kultury. 2016. 200 s. ISBN 978-83-64375-17-0[3]
- (словенською) Andrij Ljubka. Karbid. Prevedla: Primož Lubej in Janja Vollmaier Lubej. Ljubljana: DSP, 2019. 262 str. ISBN 978-961-6995-54-2[4]
- (англійською) Andriy Lyubka. Carbide. Translated from the Ukrainian by Reilly Costigan-Humes and Isaac Stockhouse Wheeler. London: Jantar Publishing. 2020. 248 p. ISBN 9780993446740[5]
- (литовською) Andrij Liubka: Karbidas. Vertėjas: Donata Rinkevičienė. Vilnius: Sofoklis. 2021. 224 p. ISBN 9786094444388[6]
- (словацькою) Andrij Ľubka. Karbid. Preklad: Valéria Juríčková. Bratislava: N Press. 2023. 272 st. ISBN 9788082302069[7]